# Yomango
Yomango, « je fauche » en espagnol, est un mouvement créé à Barcelone (Espagne) en 2002.
Il prône un nouveau style de vie basé sur la désobéissance civile, notamment par le vol dans les magasins.
Présent sur internet, ce collectif "du peuple" prône et diffuse des techniques de vol organisé (ou pas) au sein des grandes surfaces. Il s'est répandu dans beaucoup de pays hispanophones (notamment en Argentine, au Chili et au Mexique).

## Idéologie
Selon un reportage d'Arte, pour son fondateur Jordi Claramonte, doctorant en philosophie, les Yomangos s'opposent au capitalisme par le sabotage et la fauche (le vol) à grande échelle, le butin étant revendu au bénéfice des sans-papiers notamment.